# تششمهكبود (مقاطعة إسلام آباد غرب)
تششمهكبود (بالفارسية: چشمه‌کبود) هي قرية تقع في كرمانشاه في إيران. يقدر عدد سكانها بـ 257 نسمة .